# Pizzo della Croce
Il Pizzo della Croce, anche detto Monte Crocione, è una montagna delle Prealpi Luganesi del Gruppo del Monte Generoso alta 1.491 m s.l.m. e collocata in Provincia di Como nel comune di Centro Valle Intelvi.

## Descrizione

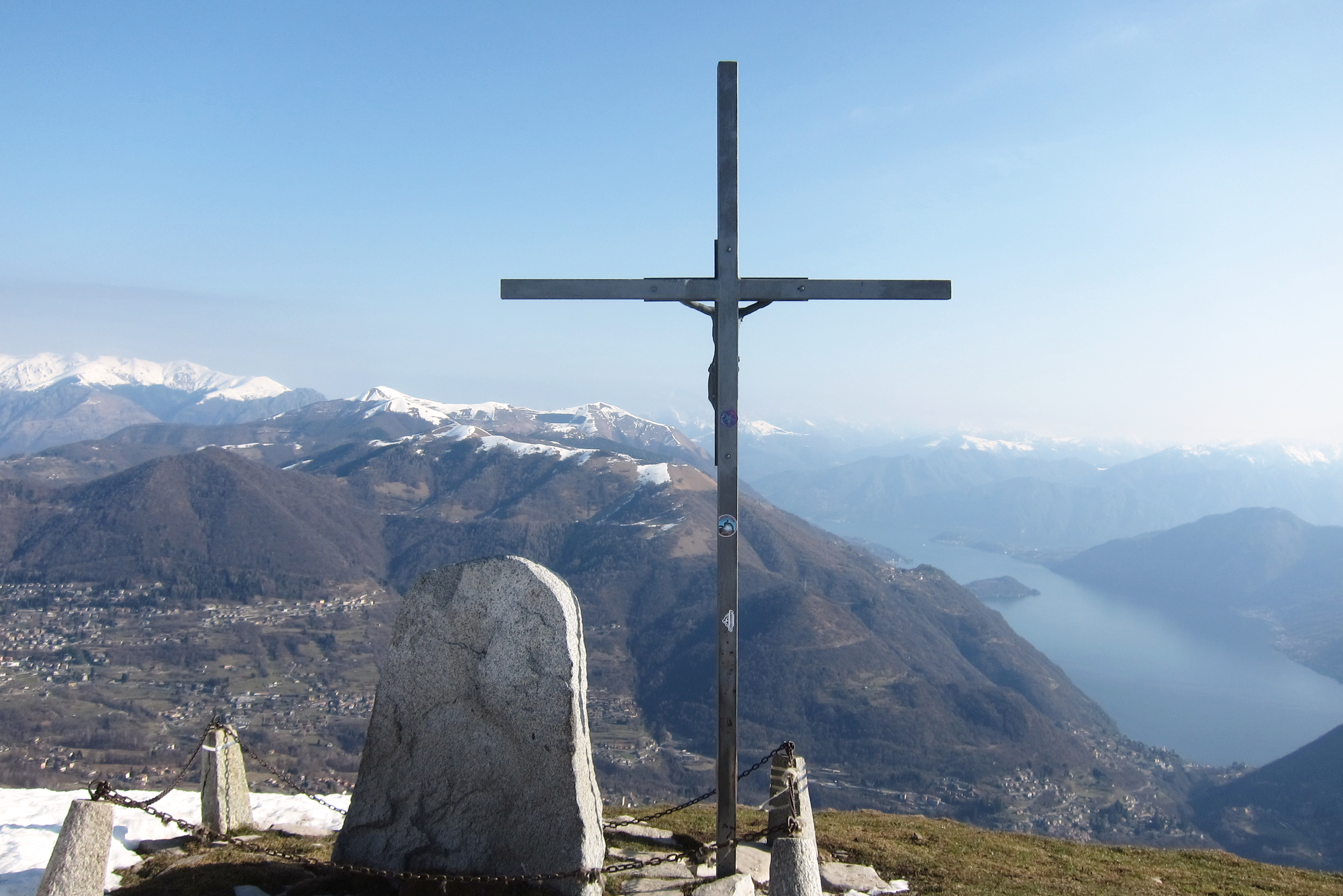
Croce di vetta sul Pizzo della Croce con vista sul Lago di Como e sul Triangolo Lariano

Il suo profilo domina la Val d'Intelvi separandola dalla svizzera Valle di Muggio anche se il massiccio è completamente in territorio italiano. In entrambi i suoi versanti è boscoso nella sua parte inferiore ed erboso in quella superiore, è quasi del tutto privo di zone rocciose tanto che la sua ascesa è del tutto priva di difficoltà. Il sentiero più rapido parte dalla Bocca d'Orimento ed in meno di mezzora porta alla cima.
La montagna nella sua accezione più usata di Monte Crocione non va confusa con l'omonima cima situata a pochi chilometri in linea d'aria che rappresenta una minore elevazione del Monte di Tremezzo.

## Sport Invernali
Fino al 2005 erano presenti anche alcuni impianti di risalita per lo sci, ma data la limitata altitudine e l'assenza di un impianto di innevamento artificiale, il loro funzionamento era mediamente modesto ed in alcuni inverni addirittura nullo.

La stazione sciistica del Monte Crocione nacque nei primi anni Sessanta, con la costruzione degli skilift "Bolla-Monte Crocione", "Bolla-Capanna Bruno" e della manovia "Baby". Le prime stagioni videro un ottimo afflusso di clientela, tanto che a metà degli anni Sessanta, il comprensorio venne ampliato verso l'Alpe d'Orimento, con la realizzazione dello skilift "Alpe Grande-Pizzo d'Orimento" e della manovia "Baby Alpe Grande". Gli sciatori potevano quindi contare su un comprensorio di oltre 15 chilometri di piste, tutte contornate da panorama.
A partire dalla seconda metà degli anni ottanta, il calo di presenze e soprattutto le sempre minori nevicate, determinarono l'inizio delle difficoltà per la stazione sciistica. Vennero dismessi gli impianti dell'area dell'"Alpe Grande", il comprensorio sciistico, si ridueceva quindi a tre soli impianti. Negli anni Novanta, pur con un'apertura incostante, la stazione sciistica continuò a vivere. Il definitivo declino si ebbe con l'avvento del terzo Millennio, quando il termine della "vita tecnica" degli impianti e l'impossibilità di rinnovarli, a causa di insufficienti risorse economiche, portò ad una progressiva chiusura completa della stazione. Inizialmente venne dismesso il solo skilift "Bolla-Monte Crocione". Nel 2004 fu la volta dello skilift "Bolla-Capanna Bruno" ed infine nel 2005 anche la manovia "Baby" fu chiusa definitivamente.

Attualmente gli impianti, in completo stato di abbandono, sono stati parzialmente smantellati e le possibilità di riattivarli in futuro sono pressoché nulle.